# Bolszyje Dubrawy
Bolszyje Dubrawy (kaz. i ros. Большие Дубравы) – wieś w Kazachstanie, w obwodzie kustanajskim, w rejonie Saryköł. W 2009 liczyła 790 mieszkańców.